# شوتس (لمفو)
"شوتس» تک‌آهنگی از گروه موسیقی موسیقی هیپ هاپ ال‌ام‌اف‌ای‌او، لیل جان است.